# Sveti Jerolim (otok)
Sveti Jerolim je nenaseljeni otočić u Brijunskom otočju, uz zapadnu obalu Istre. Od kopna je udaljen 750 metara, a najbliži otok mu je Kozada, oko 400 metara istočno. 
Otočić je otvorenog tipa, a za sigurnost turista na njemu brinu djelatnici ove javne ustanove. Na sjevernoj strani nalazi se mandrač okružen kamenim molovima s lukobranima. Dubine na glavama pristana su oko 3m. 
Površina otoka je 125.962 m2, duljina obalne crte 1554 m, a visina 18 metara.

## Povijest
Početkom 1990-ih Sveti Jerolim postaje sastavni dio Nacionalnog parka. Od konca Drugog svjetskog rata do 90-ih bio je slovensko odmaralište za invalide, ali i djevojke iz kaznenopopravnih domova. Slovenci su Sv. Jerolim nazivali Stenjak, što je imalo svoju potporu u kamenolomu i velikim stijenama na otoku. Kamenolom su na Sv. Jerolimu počeli eksploatirati još za vrijeme Austro-Ugarske Monarhije. Kameni blokovi vozili su se u Veneciju, Pulu i na Veli Brijun. Tim su kamenjem izgrađene sve kuće na otočiću koje su služile kao spavaonice. Prije Drugog svjetskog rata bio je u vlasništvu obitelji iz Austrije koja je na vrhu izgradila vilu s dvorištem i dva bunara. Na rubu jedne od terasa vile izgrađena je kapelica u čast zaštitnika Svetog Jerolima pa je upravo zbog toga i dobio ime. Kapelice više nema, vidljivi su samo temelji. Ispod brdašca je ulaz u špilju. Za vrijeme bombardiranja u Drugom svjetskom ratu špilja je bila sigurno utočište za mnoge mještane iz obližnjeg Štinjana.

## Turizam
Na otočiću se nalaze dvije uređene plaže. Tijekom turističke sezone na dan ih posjeti od 150 do 200 turista koji dolaze turističkim brodicama iz Pule, Fažane i Puntižele. Iako je Sv. Jerolim nenastanjen na njemu ipak živi deset koza, 20-ak paunova i jedna od najvećih kolonija galebova na sjevernom Jadranu. Slična takva kolonija postoji i na otoku Fraškeriću kod Banjola. Planira se dovesti još nekoliko muflona, koja ovca, a možda i koja kokoš ili puran. Turistima je tijekom ljeta na raspolaganju i kafić te tuševi, roštilj i pitka voda. U vodama oko otočića dozvoljeno je kupanje i ronjenje na dah, dok su profesionalni izlov ribe i ronjenje s bocama strogo zabranjeni. U lučicu stane desetak manjih brodica i jedna veća barka. Čelo obale ostaje uvijek prazno jer se na to mjesto vežu turističke brodice. Na južnoj strani je pogodno mjesto za kupanje na žalu uz stijene okruženo čempresima.
Ljepotu i mediteransku idilu Sv. Jerolima nagrđuju mnogobrojne ruševine. Početkom Domovinskog rata otok je bio devastiran. Kamene kuće na obali ostale su čitave dok su drvene barake po brežuljku potpuno uništene. Na otoku se za sada ne planira gradnja ni adaptacija, a ni u skorijoj budućnosti.